# Cerapachys incontentus
Cerapachys incontentus är en myrart som beskrevs av Brown 1975. Cerapachys incontentus ingår i släktet Cerapachys och familjen myror. Inga underarter finns listade i Catalogue of Life.